# Baron Ashburton

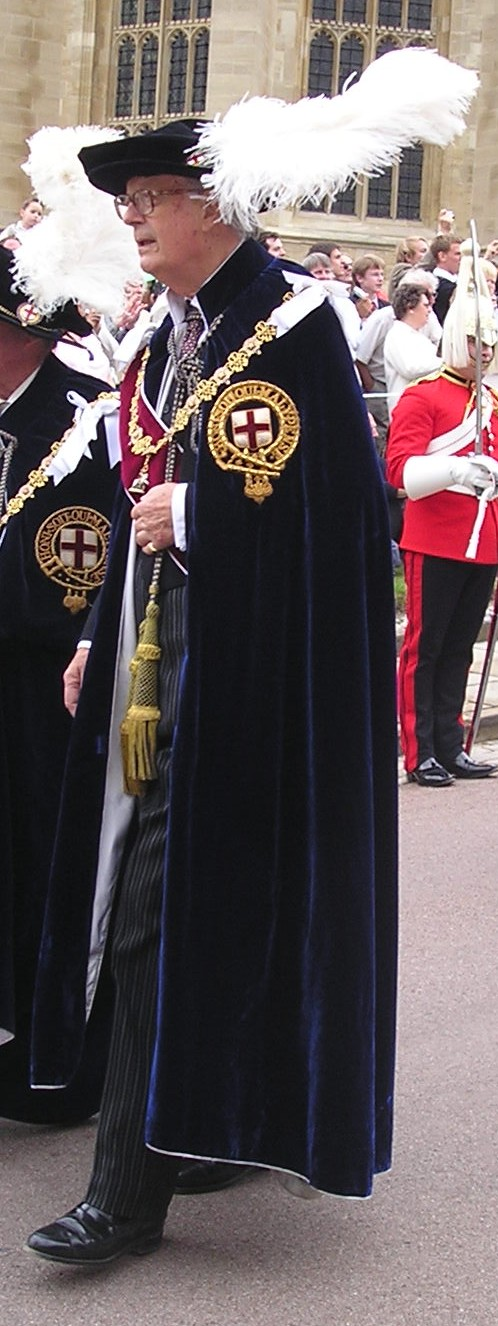
John Baring, 7. Baron Ashburton in der Robe eines Ritters des Hosenbandordens

Baron Ashburton, of Ashburton in the County of Devon, ist ein erblicher britischer Adelstitel, der zweimal kreiert wurde, zunächst in der Peerage of Great Britain und nunmehr in der Peerage of the United Kingdom.

## Verleihungen
Der Titel wurde erstmals am 8. April 1782 für den Whig-Politiker Sir John Dunning geschaffen. Mit dem Tod seines Sohnes im Februar 1823 erlosch der Titel.
Am 10. April 1835 wurde der Titel für den Finanzier und Tory-Politiker Alexander Baring neu geschaffen. Er war ein Cousin des letzten Titelinhabers und gehörte der bekannten Bankiers-Familie Baring an. Nach dem Tod seines Vaters hatte er die Leitung des Bankhauses übernommen, außerdem war er viele Jahre Mitglied des House of Commons gewesen.

## Liste der Barone Ashburton

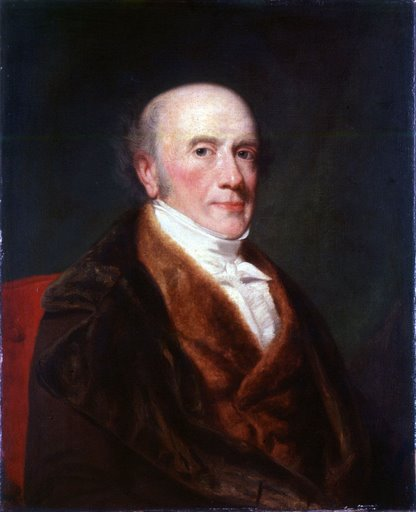
Alexander Baring, 1. Baron Ashburton

### Barone Ashburton, erste Verleihung (1782)
- John Dunning, 1. Baron Ashburton (1731–1783)
- Richard Barre Dunning, 2. Baron Ashburton (1782–1823)

### Barone Ashburton, zweite Verleihung (1835)
- Alexander Baring, 1. Baron Ashburton (1774–1848)
- William Bingham Baring, 2. Baron Ashburton (1799–1864)
- Francis Baring, 3. Baron Ashburton (1800–1868)
- Alexander Hugh Baring, 4. Baron Ashburton (1835–1889)
- Francis Denzil Edward Baring, 5. Baron Ashburton (1866–1938)
- Alexander Francis St. Vincent Baring, 6. Baron Ashburton (1898–1991)
- John Francis Harcourt Baring, 7. Baron Ashburton (1928–2020)
- Mark Francis Robert Baring, 8. Baron Ashburton (* 1958)

Titelerbe (Heir apparent) ist der älteste Sohn des aktuellen Titelinhabers, Hon. Frederick Charles Francis Baring (* 1990).